# Propionian potasu
Propionian potasu – organiczny związek chemiczny z grupy propionianów, sól potasowa kwasu propionowego stosowana w przemyśle spożywczym jako konserwant żywności znany pod symbolem E283, najczęściej używany do pieczywa krojonego i słodkiego. Z roztworów wodnych krystalizuje jako monohydrat C
2H
5COOK·H
2O.